# Ralf Rangnick Stiftung
Die Ralf Rangnick Stiftung ist eine gemeinnützige Organisation, mit dem Ziel, Kindern unabhängig vom sozialen Status eine Chance auf freie Entfaltung zu geben. Dabei fungiert die Stiftung als Bindeglied zwischen Spendern und Schulen, die es zu unterstützen gilt. Schwerpunkt der Stiftungsarbeit ist es, Kreativität, Talente und Interessen der Kinder zu fördern und ideale Lernvoraussetzungen zu schaffen.

## Projekte

### Digitalwerkstatt
In Zusammenarbeit mit dem Spielwarenhersteller Haba lernen Kinder zwischen 6 und 12 Jahren in der Digitalwerkstatt spielerisch den Umgang mit verschiedenen Themen der digitalen Welt. In Lerngruppen von bis zu 15 Schülern werden sowohl fachliche, wie das bauen von Robotern, Programmieren und Animieren, als auch soziale Kompetenzen, wie Teamfähigkeit oder Experimentierfreude vermittelt.

### Sattelfest
In Zusammenarbeit mit der Polizei lernen Grundschüler der 1. bis 4. Klasse sicher am Straßenverkehr teilzunehmen. Ein polizeiliches Präventionsteam kommt mobilen Jugendverkehrsschulen in Bildungseinrichtungen und stellt nach abgeschlossener Grundausbildung, in der Situationen im  Straßenverkehr realitätsnah dargestellt werden, den Fahrradführerschein „to-go“ aus.

### Unternehmen machen Schule
Die Ralf Rangnick Stiftung fördert Patenschaften, bei denen Unternehmen gezielt einzelne Grundschulen in den Bereichen „Bewegung“, „Ernährung“, „MINT“ und „Musik & kreativ“ unterstützen. Die Schüler erhalten erste Einblicke in die Arbeitswelt.

### Stadtteiloper Leipzig
In der Leipziger Nachbarschaftsschule, im Stadtteil Lindenau (Leipzig), entsteht innerhalb von drei Jahren ein von ca. 500 Schülern und der gesamten Lehrerschaft selbst entwickeltes, musikalisches Gesamtkunstwerk. Experten der Academy of Music und der Musikalischen Komödie unterstützen die Ausbildung der Kinder und die Entwicklung der Oper. Im September 2022 soll die Oper auf der Bühne der Musikalischen Komödie Leipzig uraufgeführt werden.
Das Expertenteam gewährleistet Talentunterricht in allen künstlerischen Disziplinen wie Gesang, Sprache und Chor, Instrumentalunterricht und Ensemblespiel, Tanz, Akrobatik und Schauspiel, kreatives Schreiben sowie Unterricht in bildender Kunst zur Mitgestaltung des Bühnenbildes und der Kostüme. Über den gesamten Umsetzungszeitraum erfolgt eine themenbezogene Integration der „Stadtteiloper Leipzig“ in das planmäßige Unterrichtsgeschehen. Das Projekt wird unter pädagogischer Anleitung dokumentiert und während der gesamten Projektlaufzeit über einen Schüler-BLOG von den Kindern selbst gepflegt und gestaltet.  
Das Projekt startete im Februar 2021 mit einem kleinen Einführungsfilm als digitaler Projektauftakt, durch den die Schüler alle Projektbeteiligten kennenlernten und genaueres zum Projekt und dessen Start erfuhren. Den einführenden Projektwochen schließt sich das Instrumentenkarussell für Tast- und Saiteninstrumente an, bei welchem die Kinder unter pädagogischer Anleitung ihre individuellen Talente entdecken können. Kern des Projekts ist die individuelle Interessens- und Talentförderung der Kinder, insbesondere in Musikalität und Kreativität. Außer individuellen Talenten sollen soziale Kompetenzen gestärkt und soziale Differenzen überwunden werden. Die Kinder erlernen Teamarbeit, stärken Konzentrationsfähigkeit, Ehrgeiz, Selbstvertrauen und gegenseitige Wertschätzung.